# U.S. Route 70
U.S Route 70  (också kallad U.S. Highway 70 eller med förkortningen  US 70) är en amerikansk landsväg som går i öst-västlig riktning. Vägen är 3832 km lång och sträcker sig mellan Atlantic, North Carolina i öster och Globe, Arizona i väster.
Landsvägen går rakt igenom de södra delarna av skjutfältet White Sands Missile Range och där både Holloman Air Force Base och White Sands nationalpark ligger intill landsvägen. När skjutfältet är aktivt så stängs landsvägen av, det händer då och då och varje testtillfälle pågår upp till tre timmar.